# Norsk Hydro
Norsk Hydro ASA er en global leverandør af aluminium og aluminiumprodukter. Selskabet har 23.000 medarbejdere i 40 lande, og virksomhed på alle kontinenter.
Cirka to tredjedele af aktiedelen i Norsk Hydro er på norske hænder. Den norske stats ejerandel udgør 43,8 procent.
Hovedkontoret ligger på Vækerø i Oslo, med Svein Richard Brandtzæg som koncernchef. I Norge har Norsk Hydro fabrikker i Rjukan, Porsgrunn, Vennesla, Karmøy, Høyanger, Årdal, Sunndalsøra, Holmestrand, Magnor og Raufoss. I Danmark er Norsk Hydro repræsenteret igennem datterselskabet Hydro Holding Denmark, der har 5 fabrikker ved Tønder med i alt 710 ansatte.
I marts 2007 blev det bestemt at olie- og energidivisionen i Norsk Hydro skulle fusioneres med Statoil ASA, som i den forbindelse skiftet navn til StatoilHydro 1. oktober 2007 og to år frem, hvorefter Hydro blev fjernet igen.
59°54′50.97″N 10°39′2.42″Ø / 59.9141583°N 10.6506722°Ø